# Transkraniell elektrisk stimulation
Transkraniell elektrisk stimulation, (tDCS, från engelskans transcranial direct current stimulation) är en behandlingsmetod där en svag likström används för att stimulera delar av hjärnan och öka eller minska nervcellernas exitabilitet. Metoden går till så att elektroder, en anod och en katod, kopplade till en strömkälla placeras på huvudet så att ström kan ledas mellan dem. tDCS är en noninvasiv metod, det vill säga den används utanpå huvudet. tDCS utforskas i nuläget som behandling vid till exempel depression, stroke, parkinsons sjukdom och alzheimers sjukdom. Dessutom intresserar sig forskningen för om tDCS kan påverka kognitiva förmågor generellt, exempelvis om det kan påverka inlärning- och minnesförmågor.

## Metod
Vid användning av tDCS skickas en likström genom kraniet mellan två eller flera elektroder. Elektroden som är kopplad till strömkällans pluspol kallas anod och den andra sidan katod. Något förenklat kan man säga att det är strömmens riktning i förhållande till den underliggande hjärnbarkens orientering som leder till att stimuleringen ökar eller minskar exitabiliteten i hjärnan. Under anoden ökar den neuronala aktiviteten i hjärnan, och motsatt under katoden. tDCS uppnår sin effekt genom att den påverkar nervcellernas vilopotential (-70 millivolt) och beroende på om strömmen går in eller ut ur hjärnbarken gör den att nervcellerna får lättare respektive svårare att avfyra. Nervcellers aktionspotential utlöses vid -50 millivolt. Om ström leds in i hjärnan får detta nervcellernas laddning att höjas och neuronernas aktionspotential avfyras lättare. Om ström leds ut sänks istället neuronernas laddning vilket hämmar aktionspotentialen att utlösas.

### Fördelar
tDCS är enkel och billig att använda. Metoden beskrivs som smärtfri.

### Nackdelar, risker och bieffekter
tDCS är en relativt outforskad metod och alla risker och bieffekter är troligtvis inte kända. Bieffekter som är relaterade till elektrisk stimulering av hjärnan inkluderar huvudvärk, yrsel och ömhet på skalpen där elektroderna placeras. För friska personer och om korrekta säkerhetsprotokoll följs har inga allvarliga risker med tDCS kunna påvisats. Dock finns inga siffror på detta vad gäller okontrollerat privat bruk. Risken är större att drabbas av bieffekter om man tillhör någon riskgrupp som gör en extra mottaglig för just dessa effekter, som om man har epilepsi.
Det behövs fler longitudinella studier med tDCS för att kunna säga något om eventuella bieffekter på lång sikt, och om uppmätta positiva effekter håller i sig. En uppföljningsstudie vid depressionsbehandling över 6 månader har visat positiva resultat . De forskningsresultat som rapporterats skiljer sig åt beroende på vilken strömstyrka som använts, hur lång sessionen med stimulering varit och hur många gånger den upprepats, hur många personer som testats och vilket område av hjärnan som stimulerats. Dessutom jämförs inte alltid anodal och katodal ström med placebo. Allt detta gör det svårt att säga något om tDCS effekter och bieffekter generellt. Mängden studier av tDCS ökar dock konstant och hitintills har inga allvarliga bieffekter kunnat påvisas även om försiktighet alltid ska råda vid hjärnstimulering.

## tDCS som behandling av depression
Mycket forskning har fokuserat på om tDCS kan vara användbar som behandling av depression. Behandlingen liknar den som ges med TMS, en annan hjärnstimuleringsmetod som håller på att etableras inom svensk sjukvård, men är betydligt billigare då den kräver enklare utrustning. Flera meta-analyser av en stor mängd randomiserade dubbelblinda studier visar att tDCS har positiva effekter som behandlingsmetod vid egentlig depression (major depression) och är väl tolererad. Förutom lindring av själva depressionen verkar den även ha vissa positiva effekter på kognitiva förmågor som arbetsminne. Vid forskning på tDCS som behandling vid depression placeras anoden generellt på skalpen över vänstra dorsolaterala prefrontala kortex, och katoden placeras på huvudet över det högra supraorbitala området. Ström på ca 1-2 mA leds från anoden till katoden (alltså positiv ström) i 20-minutersperioder, vilket upprepas dagligen under 1-2 veckor, och sedan ofta 1-2 gånger i veckan. Forskning har genomförts på randomiserade och ”double blind” försöksgrupper och är generellt placebokontrollerad (det vill säga ingen ström leds genom elektroderna, men försökspersonerna är omedvetna om detta).. 
Forskningen på tDCS som behandling vid depression har tidigare gett spridda resultat men i och med att studiernas storlek och kvalitet har ökat har stödet för metodens effektivitet ökat. Variationen i resultaten kan tänkas ha att göra med att olika styrka på strömmen används och att studier skiljer sig i hur långa sessioner och hur lång testperiod som används. Dessutom är det relevant att även publicera nollresultat. Flera stora studier har kommit under senare år (2016-2017) på hundratals patienter som har visat goda resultat för tDCS som är signifikant bättre än placebo. Dessa studier visar att tDCS är likvärdigt med antidepressiva läkemedel och magnetstimulering (TMS) vid depressionsbehandling, under förutsättning att patienterna uppvisar god följsamhet. . Studier har även visat att tDCS kan användas tillsammans med antidepressiva med goda resultat .

## tDCS och kognitiva förmågor
Vissa studier visar att tDCS kan ha påverkan på motoriska, somatosensoriska och kognitiva förmågor som minne. Detta är dock beroende av vilken del av hjärnan som stimuleras, hur stark strömmen är, samt om den är anodal (V+) eller katodal (V-). 
Då anodal ström stimulerar dorsolaterala prefronla kortex har det påvisats ge en positiv effekt på långtidsminne, då man jämför med katodal ström och placebo.
Det har även påvisats att anodal tDCS har en positiv påverkan på inlärning och memorering av ord vid upprepad testning, jämfört med katodal ström och placebo. Detta skulle eventuellt kunna göra tDCS användbar vid återhämtning av språkförmåga hos strokepatienter, men mer forskning behövs. 
En pilotstudie där man använd EEG och tDCS simultant har visat att tDCS ökar frekvensen av betavågor vilket skulle göra hjärnan redo för kognitivt arbete. I studien applicerades elektroderna  till dorsolaterala prefrontala kortex på både höger och vänster sida.

## Övrigt
tDCS bör inte blandas ihop med ECT (elektrokonvulsiv terapi), där en mycket starkare elektrisk ström leds genom hjärnan och används som behandling mot bland annat klinisk depression. tDCS är godkänt i bland annat EU, Australien, Mexiko och Brasilien för depressionsbehandling.